# De Luizenmoeder
De Luizenmoeder is een Nederlandse comedyserie, gemaakt door productiehuis Bing Film & Televisie en uitgezonden door AVROTROS, waarin Jennifer Hoffman de titelrol speelt. De televisieserie speelt zich af op een basisschool en is een satire op het gedrag van ouders en schoolpersoneel. Het idee is afkomstig van Jan Albert de Weerd en Ilse Warringa. Aanvang 2018 werd het eerste seizoen uitgezonden. De serie ontving lovende recensies en behaalde hoge kijkcijfers. Al snel werd besloten tot een tweede seizoen.
De serie trok ook buiten Nederland belangstelling. De Belgische productiemaatschappij Lecter Media kocht in 2018 de rechten voor België en maakte voor de zender VTM een Vlaamse versie. De serie werd ook aan Duitsland en Hongarije verkocht.
In juni 2018 werd De Luizenmoeder bekroond met de Zilveren Nipkowschijf.
In 2021 werd de televisieserie gevolgd door de film Luizenmoeder.

## Inhoud
Het verhaal speelt zich af op de fictieve basisschool De Klimop. De school heeft een zwaar jaar achter de rug, waarin enkele leraren en de conciërge ontslagen zijn. Het is nu aan de schoolleiding om in het nieuwe schooljaar een frisse start te maken. Centraal staan Hannah (Jennifer Hoffman), de moeder van Floor, de 'luizenmoeder', en juf Ank (Ilse Warringa), de kordate onderwijzeres. Als moeder van een nieuwe leerling moet Hannah zich staande houden in de wereld van hangouders, moedermaffia, schoolpleinregels, rigide verjaardagsprotocollen, verantwoorde traktaties, parkeerbeleid, appgroepjes, ouderparticipatie en ander leed. Ook worden de belevenissen van de andere ouders en de schoolleiding gevolgd. De ouders (moeders) worden geacht het onderwijs te ondersteunen als vrijwilligers en de onderste tree in de bijbehorende hiërarchie die tot de ouderraad loopt is die van luizenmoeder, de moeder die schoolkinderen met een luizenkam controleert op luizen in het haar en deze verwijdert.
De serie wordt gekenmerkt door ongemakkelijke humor die speelt met stereotypen en vooroordelen. Zo wordt de zwarte vader Kenneth door juf Ank aangezien voor de schoonmaker en neemt zij bij het zien van een meisje met een Aziatisch uiterlijk meteen aan dat zij geen Nederlands spreekt.

## Titel
Bij de start van het schooljaar is er maar één ‘luizenmoeder’ over, vader Karel. Hannah wordt ook luizenmoeder. Een luizenmoeder staat helemaal onderaan in de hiërarchie van de ouderparticipatie.

## Schrijvers
De schrijvers van het scenario zijn Ilse Warringa en Diederik Ebbinge, die elk een van de hoofdrollen voor hun rekening nemen. Ze werden bijgestaan door Eva Aben. In februari 2019 gaf Ebbinge aan niet mee te willen werken aan een derde seizoen. Als reden vertelde Ebbinge dat hij het succes van de serie niet wilde uitmelken en graag wilde stoppen ‘op het hoogtepunt’. Hij verwees daarbij naar de televisieseries Fawlty Towers en The Office, die ook slechts twee seizoenen op de televisie te zien waren. Daarnaast had hij geen zin om voor een derde keer "drie maanden met een snor en een permanent rond te gaan lopen, daar heb ik gewoon geen zin meer in".

## Productie
De opnames werden gemaakt in een leegstaand schoolgebouw aan de Kwikstaart 46 in Mijdrecht, het voormalig onderkomen van de Twistvliedschool. Een aantal oud-scholieren van laatstgenoemde school waren in de serie te zien als figurant. De gemeente De Ronde Venen gaf ook voor het tweede seizoen toestemming voor televisieopnamen in dit schoolpand. Ook de bioscoopfilm uit 2021 werd hier opgenomen.

## Muziek
Warringa schreef de tekst voor het lied Hallo allemaal, dat in het eerste seizoen door het personage juf Ank vaak gezongen wordt. De melodie had ze haar dochter horen spelen op de harp. Hallo allemaal werd gecoverd en geremixt door verschillende artiesten. Bij De Wereld Draait Door werd het op 26 januari 2018 door André van Duin en Roxeanne Hazes als carnavalsversie uitgevoerd. Het optreden inspireerde tot het uitbrengen van een carnavalskraker, onder meer door de Gebroeders Rossig uit Wijchen. In Limburg werd de Limburgse versie Hallo Allemaol door Ken en Bob uitgebracht.
De intromuziek is van het nummer Schooldays van het album Schoolboys in Disgrace uit 1975 van The Kinks.

## Ontvangst en prijzen
De eerste uitzending op 14 januari 2018 werd bekeken door 545.000 kijkers. Dezelfde dag keken nog eens 205.000 kijkers uitgesteld. In de eerste zes dagen, gerekend vanaf de eerste uitzenddag, keken nog eens 844.000 personen de aflevering uitgesteld via de televisie. Dit was een 'terugkijkrecord' voor de Nederlandse televisie. Daarnaast werd de aflevering nog eens 168.000 keer online bekeken. Het 'terugkijkrecord' werd bij de volgende afleveringen verbroken. De tweede aflevering werd in totaal door 2.895.000 miljoen mensen bekeken, waarvan ongeveer 1,2 miljoen ‘terugkijkkijkers’. Bij de derde aflevering steeg het aantal kijkers naar bijna 3,9 miljoen, waarvan 1,5 miljoen de uitzending later zagen. Deze aflevering behaalde een Nederlands online record met 420.000 hits. De vierde aflevering werd bij de eerste vertoning via de televisie door 2.385.000 mensen bekeken en 1.104.000 mensen keken dezelfde dag op een ander tijdstip, eveneens via de tv.
In 2018 won Warringa voor haar rol als juf Ank een Gouden Kalf in de categorie beste actrice in een televisiedrama. Tevens won Warringa op het Gouden Televizier-Ring Gala 2018 de Zilveren Televizierster beste acteur/actrice voor haar rol als juf Ank. De serie zelf behoorde bij de laatste drie genomineerden voor de Televizier-Ring, maar won uiteindelijk niet. De Luizenmoeder won de Zilveren Krulstaart, de Nederlandse vakprijs voor scenarioschrijvers, voor het beste script voor een Nederlandse televisieserie uit 2018.

## Buitenland

### Vlaanderen
De eerste aflevering van De Luizenmoeder was op 10 januari 2019 op de Belgische televisie, uitgezonden door VTM. De Vlaamse versie speelt zich af op basisschool De Akker en werd opgenomen in het voormalige gebouw van Wonderwijzer in Schilde. De titelrol wordt in deze versie gespeeld door Lynn Van Royen.

### Duitsland
De Duitse zender Sat.1 heeft een eigen versie gemaakt onder de titel “Die Läusemutter”, met Pina Kühr in de rol van Hannah. Beide seizoenen zijn naar het Duits vertaald. De eerste tien afleveringen werden uitgezonden in februari en maart van 2020.

## Kijkcijfers

### Seizoen 1 (2018)
| Nr. | Aflevering                         | Datum            | Kijkcijfers NL (lineair) | Kijkcijfers NL (incl. uitgesteld) |
| --- | ---------------------------------- | ---------------- | ------------------------ | --------------------------------- |
| 1   | Het zijn altijd de nieuwkomers     | 14 januari 2018  | 744.000                  | 1.594.000                         |
| 2   | Afspraak is afspraak               | 21 januari 2018  | 1.400.000                | 2.607.000                         |
| 3   | Er zijn er twee jarig, hoera hoera | 28 januari 2018  | 2.389.000                | 3.845.000                         |
| 4   | Laat ze maar glanzen               | 4 februari 2018  | 3.489.000                | 4.745.000                         |
| 5   | Winterklaas                        | 11 februari 2018 | 3.357.000                | 4.444.000                         |
| 6   | Lentekriebels                      | 18 februari 2018 | 3.225.000                | 4.123.000                         |
| 7   | Een helder licht                   | 25 februari 2018 | 3.133.000                | 4.100.000                         |
| 8   | Kanjer-training                    | 4 maart 2018     | 3.307.000                | 4.124.000                         |
| 9   | Send in the clowns                 | 11 maart 2018    | 3.171.000                | 3.933.000                         |
| 10  | Special                            | 18 maart 2018    | 2.577.000                | 3.056.000                         |

### Seizoen 2 (2019)
| Nr. | Aflevering        | Datum            | Kijkcijfers NL (lineair) | Kijkcijfers NL (incl. uitgesteld) |
| --- | ----------------- | ---------------- | ------------------------ | --------------------------------- |
| 1   | Safety first      | 10 februari 2019 | 3.965.000                | 5.108.000                         |
| 2   | Gezien als meisje | 17 februari 2019 | 4.176.000                | 5.015.000                         |
| 3   | Fons de Poel      | 24 februari 2019 | 3.541.000                | 4.457.000                         |
| 4   | Jezus in je hart  | 3 maart 2019     | 3.094.000                | 4.075.000                         |
| 5   | Genocidehoed      | 10 maart 2019    | 2.975.000                | 3.808.000                         |
| 6   | Korte rondjes     | 17 maart 2019    | 2.833.000                | 3.589.000                         |
| 7   | Witte puntjes     | 24 maart 2019    | 2.163.000                | 2.934.000                         |
| 8   | Harakiri          | 31 maart 2019    | 2.484.000                | 3.251.000                         |
| 9   | Lievelingsjuf     | 7 april 2019     | 2.651.000                | 3.458.000                         |
| 10  | Special           | 14 april 2019    | 1.244.000                |                                   |

## Personages

### Schoolleiding en personeel
- Anton Flier (Diederik Ebbinge), directeur van De Klimop. Hij is bevoegd docent, maar in die rol totaal onbekwaam. Anton wil graag laten zien dat hij rekening houdt met iedereen en niemand buitensluit. Uit de manier waarop hij dit vormgeeft, blijkt echter dat hij inwendig bol staat van de vooroordelen. Anton verzint regelmatig nieuwe ideetjes (participizza-avond, de ‘glansmethode’, winterklaas, ramadanmaardoendan) die bij het personeel geen enkele steun vinden, maar neemt niet de verantwoordelijkheid als er door zijn toedoen dingen mislopen. Met name hulpmoeder Nancy moet het hierbij ontgelden. Deze onbetaalde kracht wordt door hem voortdurend met allerlei karweitjes opgescheept en respectloos behandeld.
- Ank van Pijkeren (Ilse Warringa), enigszins gestreste onderwijzeres met dyscalculie; eigenlijk kleuterjuf, maar gepromoveerd naar groep 3. Ze houdt van zingen en begint in het eerste seizoen elke schooldag met het lied Hallo allemaal, wat fijn dat je er bent. Het lied Dag dag dag dag, ouders van groep 3 (op de wijs van Altijd is Kortjakje ziek) is haar teken dat de ouders het klaslokaal dienen te verlaten en de kinderen plaats moeten nemen. In het tweede seizoen is zij de juf van groep 4 en leert ze de kinderen een ander welkomstlied. Ze laat haar eigen opvattingen duidelijk merken, maar als iemand anders er een heeft, wijst ze diegene erop dat dit geen goede manier van werken is.
- Helma (Leny Breederveld), juf van groep 7/8. Helma  geeft haar laatste twee jaar les voor ze met pensioen gaat en moet niets hebben van de ‘vernieuwende’ ideeën van de directeur. Ze gaat graag haar eigen gang, en loopt demonstratief weg wanneer ze iets moet doen waar ze geen zin in heeft. Hoewel ze meestal cynisch en koud is, laat ze soms ook haar gevoelige kant zien. Ze is ook fervent rookster.
- Volkert (Henry van Loon), de nieuwe conciërge. Hij heeft PTSS en is aangenomen omdat de school voor hem subsidiegeld opstrijkt. Volkert heeft de laagstbetaalde baan, maar doorziet alles en is een baken van rust. Doordat hij mensen makkelijk naar zijn hand kan zetten, lost hij veel problemen op.

### De ouders
- Hannah Roelink (Jennifer Hoffman), pas gescheiden kinderpsycholoog en de moeder van Floor (Sharai Troostwijk).[29] Hannah is nieuw op school, en laat makkelijk over zich heen lopen door de reeds aanwezige moedermaffia. Als bij Floor hoofdluis wordt geconstateerd, accepteert Hannah de vrijwilligersfunctie van luizenmoeder voor het verwijderen van luizen bij de schoolkinderen. Al snel beheert ze ook de ‘lief-en-leedpot’ (bedoeld voor scholieren die een extra cadeautje verdiend hebben), en werkt ze mee als groene-vinger-moeder. In het tweede seizoen is ze klassenmoeder. Hoffman en Troostwijk speelden al eerder met elkaar in de film Hello Bungalow. Ook daarin vertolkte Troostwijk de rol van haar dochter.[29]
- Walter (Rop Verheijen) en Kenneth (André Dongelmans), de vaders van adoptiekind Rianne (seizoen 1: Louisa Arsil en seizoen 2: Pei-Fang Hu Romein). Kenneth is zwart en wordt daardoor meer dan eens geconfronteerd met raciale stereotyperingen of juist overtrokken politieke correctheid. De heren hebben elkaar leren kennen toen ze bij de intocht van Sinterklaas Zwarte Piet speelden.
- Mel, afkorting van Melanie (Meral Polat), fulltime moeder van Shenaya (Aleyna Sari).[30] Ze heeft een opleiding mode en kleding gedaan, is getrouwd met Mehmet, en heeft een Turkse achtergrond. Kim is haar beste vriendin.
- Kim, afkorting van Kimberley (Rian Gerritsen), moeder van Youandi (Rosanne Huijsman)[31] en beste vriendin van Mel.
- Ursula Conjetti (Maaike Martens), moeder van Isa (Anouk Godthelp).[32] Rijk, grofgebekt, asociaal en doet er alles aan om haar kind teleurstellingen te besparen (door Ank ‘curlingouders’ genoemd; “ouders die allerlei problemen voor hun kroost proberen weg te vegen”).
- Karel (Arnoud Bos), in het eerste seizoen de luizenvader van groep drie, en vader van Maledieve (in de eerste afleveringen nog Maledief) (Jasmijn Kien) en Philippien (Vos Roelofs). Dochter Maledieve is verwekt op de Malediven. Zoon Philippien is vernoemd naar de vader (Philip) en de vrouw (Pien) van Karel. In de opvoeding zijn Karel en zijn vrouw open over seks en wordt er sterk gelet op het milieu. In de eerste aflevering van het tweede seizoen poogt Karel in de medezeggenschapsraad te komen, maar dat gaat niet door als hij Amir, de vader van het nieuwe jongetje Achmed, tijdens een ontruiming aanziet voor een terrorist en hem aanvliegt. Karel wist niet dat het een brandoefening betrof.
- Amir (Walid Benmbarek) en Esma (Dunya Khayame), de ouders van Achmed (Ouail Mehraz). Nieuwkomers in seizoen twee.

### Ouderraad
- Nancy Loenen (Bianca Krijgsman), voorzitter van de ouderraad, hoewel haar kinderen de school al hebben verlaten. Nancy vindt zichzelf onmisbaar op De Klimop en mogelijk heeft een stoeipartij met directeur Anton in het fietsenhok er mede voor gezorgd dat ze er nog steeds is. Ze heeft als vrijwilligster op school het hele hiërarchische traject reeds doorlopen, van luizenmoeder, daarna lief-en-leed-moeder, dan groene-vinger-moeder etc. en als hoogst haalbare vrijwilligerspositie: de ouderraad. Ook regelt ze de closetrolletjes voor het knutselen, decoraties, de klassenindeling en wordt telkens door de directeur voor zijn karretje gespannen. Dit ondergaat ze meestal lijdzaam, al poogt ze door cursussen haar assertiviteit te verhogen.

### Schoolbestuur
- Pjotr-Jan Verhoek (ook Pjotr) (Vincent Rietveld), de directeur van De Koepel, de scholenkoepel waar De Klimop onder valt. Krijgt een tijdelijke affaire met Nancy van de ouderraad. Roept Anton regelmatig tot de orde.

### Gastrollen
Seizoen 1:
- Wilma (Marloes van den Heuvel), introduceert Volkert bij De Klimop.
- Bobbi (Sarah Bannier), een eerstejaars studente aan de Pabo, die een dag mee komt lopen op De Klimop.
- Bert van Laan (Bas Keijzer), de partner van juf Ank. Hij is onzeker over zijn relatie met juf Ank, en komt op een dag naar school om te vertellen dat hij bij haar weg gaat.
- Pieter (Harpert Michielsen), de ex-man van Hannah. Is arts van beroep. Hij herkent Volkert als een van zijn patiënten, en maakt daar misbruik van. Heeft aanvankelijk een nieuwe vriendin, maar wil Hannah terug als dat stukloopt.
- Matthijs van Nieuwkerk, als zichzelf, wanneer De Klimop met zijn Winterklaas een item wordt in De Wereld Draait Door.
- Kees van Amstel, als journalist van De Veense Courant.
- Agnès (Marieke Heebink), interim-manager.
- Amber (Anna Keuning), de nieuwe vriendin van Pieter.

Seizoen 2:
- Hein Boele, als zichzelf, als De Klimop een volgens Anton Bekende Nederlander uitnodigt om voor te lezen tijdens de Kinderboekenweek.
- Debbie Korper als de op het laatst door Nancy geregelde schoolfotografe Anne-Mart.

## Afleveringen

### Seizoen 1 (2018)
| |                                    |                                                                 |                     |                                                |                  |  |
| Nr. | Titel                              | Schrijver(s)                                                    | Regisseur           | Gastrol                                        | Uitzenddatum     |  |
| 1 | Het zijn altijd de nieuwkomers     | Ilse Warringa (script) en Eva Aben (plotlijn)                   | Jan Albert de Weerd | Geen                                           | 14 januari 2018  |  |
| De pas gescheiden Hannah brengt haar dochter Floor naar een nieuwe school. Het is een publiek geheim dat de getrouwde hulpmoeder Nancy op het afgelopen zomerfeest een stoeipartij met directeur Anton in het fietsenhok heeft gehad. Moeder Ursula klaagt over het knutselen met wc-rolletjes, want ze vindt dat vies. Ze chanteert er Anton mee. Hannah verneemt dat haar dochter Floor luizen heeft en wordt meteen aangesteld als luizenmoeder. |                                    |                                                                 |                     |                                                |                  |  |
| 2 | Afspraak is afspraak               | Ilse Warringa en Eva Aben                                       | Jan Albert de Weerd | Marloes van den Heuvel                         | 21 januari 2018  |  |
| Juf Ank is het zat dat het ouders zoveel tijd kost om in de klas afscheid van hun kind te nemen. Ze maakt een ‘zwaailicht’, dat aangeeft wanneer wel en niet gezwaaid mag worden. Hannah heeft grote problemen een speelafspraakje buitenshuis voor haar dochter te regelen. Uiteindelijk krijgt ze zelf meerdere kinderen op bezoek. De directeur huurt een conciërge in, die vele malen beter met kinderen blijkt te kunnen omgaan dan hijzelf. |                                    |                                                                 |                     |                                                |                  |  |
| 3 | Er zijn er twee jarig, hoera hoera | Ilse Warringa en Eva Aben                                       | Jan Albert de Weerd | Geen                                           | 28 januari 2018  |  |
| Hannah krijgt te maken met het rigide verjaardagsprotocol. Nancy klaagt over de werkdruk voor haar als hulpouder. Anton organiseert daarom een ‘participizza-avond’, waarbij onder het eten van pizza's met de ouders gesproken wordt over meer ouderparticipatie. Dit zorgt bij Nancy voor nog meer stress, omdat zij de ingrediënten voor de pizza's moet kopen. Omdat de ouders uiteindelijk niet zelf willen bakken, mag Floor dit als traktatie de volgende dag met de klas doen.                                                                               |                                    |                                                                 |                     |                                                |                  |  |
| 4 | Laat ze maar glanzen               | Ilse Warringa en Eva Aben                                       | Jan Albert de Weerd | Sarah Bannier, Bas Keijzer, Harpert Michielsen | 4 februari 2018  |  |
| Hannah laat zich aanpraten om ook het ‘lief-en-leedpotje’ te beheren. Een studente zou een dag meelopen met Juf Ank, maar vanwege haar bevallige verschijning eigent Anton zich haar toe. Ze springt bij hem op schoot, net als de conciërge zonder te kloppen de directeurskamer binnenkomt. Anton introduceert voor de oudergesprekken zijn ‘glansmethode’, waarbij niet de leraren, maar de ouders praten. Dit loopt in de soep. |                                    |                                                                 |                     |                                                |                  |  |
| 5 | Winterklaas                        | Ilse Warringa, Diederik Ebbinge (script) en Eva Aben (plotlijn) | Jan Albert de Weerd | Kees van Amstel, Matthijs van Nieuwkerk        | 11 februari 2018 |  |
| Anton besluit om Sinterklaas en zijn Pieten te vervangen door Winterklaas en zijn IJsberen, en hoopt op interesse vanuit de landelijke pers. De scholenkoepel waar De Klimop onder valt, verbiedt het en stuurt een eigen Sinterklaas. Als deze met Minions in plaats van Pieten komt, ontaardt dit in een massale vechtpartij. Ursula is kwaad omdat ze de surprise die Floor voor haar dochter heeft gemaakt niet mooi genoeg vindt en vervangt hem door een eigen exemplaar. De massale vechtpartij haalt die avond het televisieprogramma De Wereld Draait Door. |                                    |                                                                 |                     |                                                |                  |  |
| 6 | Lentekriebels                      | Ilse Warringa, Diederik Ebbinge en Eva Aben                     | Jan Albert de Weerd | Harpert Michielsen                             | 18 februari 2018 |  |
| Anton wil een nieuw lespakket seksuele voorlichting wegens een klacht van Ursula, maar vindt er een kopen te duur. Bij een overleg over kindvriendelijke woorden voor geslachtsdelen krijgt hij een erectie. Pieter wil Hannah terug, maar ook Volkert heeft interesse. Omdat Volkert hem bij haar probeert weg te houden, begint hij Volkert te sarren, tot deze hem een stevige rechtse geeft. Nancy heeft een affaire met meneer Verhoek en Anton merkt dat ze zich sindsdien minder makkelijk voor zijn karretje laat spannen.                                   |                                    |                                                                 |                     |                                                |                  |  |
| 7 | Een helder licht                   | Ilse Warringa, Diederik Ebbinge en Eva Aben                     | Jan Albert de Weerd |                                                | 25 februari 2018 |  |
| Het is 1 april. Zoals elk jaar haalt Anton daarom grappen met het personeel uit. Op Anton na vindt niemand die leuk. Dit jaar pakt het personeel hem terug. De leerlingen van groep 3 worden op basis van hun leesvaardigheid ingedeeld als zonnen, manen, sterren en raketten. Dit leidt tot onrust onder de ouders, met felle discussies en zelfs een ruzie tussen Mel en Kim tot gevolg. |                                    |                                                                 |                     |                                                |                  |  |
| 8 | Kanjer-training                    | Ilse Warringa, Diederik Ebbinge en Eva Aben                     | Jan Albert de Weerd | Bas Keijzer                                    | 4 maart 2018     |  |
| Juf Ank gebruikt de kanjertraining om Floor assertiever te maken. Floor gedraagt zich daardoor anders tegen Shenaya en Youandi. Hun moeders krijgen hier ruzie over. De school heeft een gat in de begroting, en om dat te dichten misbruikt Anton zijn functioneringsgesprekken met het personeel. Helma wil echter niet met vervroegd pensioen, en Ank wil geen salaris inleveren. Daarom probeert Anton tevergeefs om Volkert te ontslaan. |                                    |                                                                 |                     |                                                |                  |  |
| 9 | Send in the clowns                 | Ilse Warringa, Diederik Ebbinge en Eva Aben                     | Jan Albert de Weerd | Marieke Heebink                                | 11 maart 2018    |  |
| Hannah regelt het zomerfeest ter afsluiting van het schooljaar. De andere ouders klagen over haar aanpak en willen niet meehelpen. Volkert regelt zijn zus en zijn vriendin om haar uit de brand te helpen. Meneer Verhoek heeft een interim-manager (Agnès) geregeld om de school (en met name Anton) te beoordelen, met als uiteindelijke doel om Agnès de nieuwe directeur te maken. Nancy verdedigt Anton en samen belanden ze na het zomerfeest zoenend in het fietsenhok.                                                                                      |                                    |                                                                 |                     |                                                |                  |  |
| 10 | De Luizenmoeder Special            | Ilse Warringa, Diederik Ebbinge en Eva Aben                     | Jan Albert de Weerd | Geen                                           | 18 maart 2018    |  |
| Bonusaflevering met bloopers en scènes uit de geschrapte aflevering “De rat en de ezel”, die oorspronkelijk na “Winterklaas” uitgezonden had moeten worden. De aflevering zou de dag hebben laten zien na de kerstborrel. Hierin komen de ouders meehelpen met opruimen, staat er een ezel uit de levende kerststal in de kamer van Anton, beëindigt Nancy haar affaire met Anton, raakt Hannah de tamme rat van Floor kwijt en is Kenneth een nacht zoek. |                                    |                                                                 |                     |                                                |                  |  |

### Seizoen 2 (2019)
| |                   |                                             |                                    |            |                  |  |
| Nr. | Titel             | Schrijver(s)                                | Regisseur                          | Gastrol    | Uitzenddatum     |  |
| 1 | Safety first      | Ilse Warringa, Diederik Ebbinge en Eva Aben | Diederik Ebbinge en Jelle de Jonge | Geen       | 10 februari 2019 |  |
| Het is de eerste dag van het nieuwe schooljaar. Hannah is klassenmoeder geworden. Directeur Anton heeft een nieuw plan om meer scholieren te trekken: hij wil van De Klimop de veiligste school van de regio maken. De vader van de nieuwe scholier Achmed wordt bij een brandoefening aangezien voor een terrorist. |                   |                                             |                                    |            |                  |  |
| 2 | Gezien als meisje | Ilse Warringa, Diederik Ebbinge en Eva Aben | Diederik Ebbinge en Jelle de Jonge |            | 17 februari 2019 |  |
| Rianne, de dochter van Walter en Kenneth, vormt volgens andere ouders abnormaal gedrag voor een meisje, en is daarom volgens hen een transpersoon. Doordat de mannen- en jongenstoiletten verstopt zijn moet iedereen naar de damestoiletten, wat voor irritatie zorgt bij ouders en personeel. Directeur Anton en juf Ank hebben ondertussen een meningsverschil over de meest geschikte opvolger voor de op het eind van het schooljaar pensionerende juf Helma. |                   |                                             |                                    |            |                  |  |
| 3 | Fons de Poel      | Ilse Warringa en Diederik Ebbinge           | Diederik Ebbinge, Jelle de Jonge   | Hein Boele | 24 februari 2019 |  |
| Het is Kinderboekenweek. Juf Helma leest voor uit Gruwelijke rijmen en Karel maakt zich zorgen over de impact daarvan op de kinderen. Anton is op zoek naar een BN-er om op de slotdag van de Kinderboekenweek te komen voorlezen. Als hij uiteindelijk via via de stokoude en bij de huidige generatie onbekende Hein Boele regelt, is iedereen teleurgesteld. |                   |                                             |                                    |            |                  |  |
| 4 | Jezus in je hart  | Ilse Warringa en Diederik Ebbinge           | Diederik Ebbinge, Jelle de Jonge   | Geen       | 3 maart 2019     |  |
| Anton wil met ouders en personeel het traditionele kerstspel opvoeren. Dit zorgt voor commotie: De Klimop is toch een openbare basisschool? Juf Ank probeert de kinderen de ‘gristelijke’ aspecten van het kerstfeest bij te brengen en is dan ook, net als Anton, teleurgesteld als het kerstspel onder druk van De Koepel wordt vervangen door een discovariant met een Santa Claus en Engelstalige muziek. Hannah wordt tijdens het organiseren van het kerstdiner voor groep vier gek van alle allergieën en dieetwensen, en Karel introduceert de term ‘roetveeg-Balthasar’ als hij de door Kenneth afgewezen rol van de gelijknamige ‘Moorse’ koning in het kerstspel krijgt.                                                                       |                   |                                             |                                    |            |                  |  |
| 5 | Genocidehoed      | Ilse Warringa, Diederik Ebbinge en Eva Aben | Diederik Ebbinge, Jelle de Jonge   |            | 10 maart 2019    |  |
| De docenten dienen elkaar positieve feedback te geven op de komende studiedag, een nieuw idee van Anton. In het kader daarvan lopen Helma en Ank en Anton en Volkert met elkaar mee. De school maakt zich tevens op voor het maken van de schoolfoto's. Terwijl Hannah zich vooral zorgen maakt over het tijdschema, aangezien de op het laatst geregelde fotografe nogal veel tijd besteedt aan het maken van een foto, is Karel woedend over het feit dat zijn zoon Phillippien bijna op de foto is gekomen met een cowboyhoed (een ‘genocidehoed’). |                   |                                             |                                    |            |                  |  |
| 6 | Korte rondjes     | Ilse Warringa en Diederik Ebbinge           | Diederik Ebbinge en Jelle de Jonge | Geen       | 17 maart 2019    |  |
| De school houdt de jaarlijkse sponsorloop. Directeur Anton wil van alle scholen uit de buurt het meeste sponsorgeld ophalen voor kinder-hiv. Juf Ank gaat intussen de strijd aan met te veel suiker in de drank en het voedsel van haar scholieren. Ursula doet haar best om haar dochter Isa het meeste sponsorgeld te laten ophalen. Uiteindelijk valt de opbrengst van de sponsorloop tegen. |                   |                                             |                                    |            |                  |  |
| 7 | Witte puntjes     | Ilse Warringa en Diederik Ebbinge           | Diederik Ebbinge en Jelle de Jonge | Geen       | 24 maart 2019    |  |
| Het schoolkamp komt op losse schroeven te staan als plots een luizenplaag uitbreekt. Anton krijgt intussen slecht nieuws over zijn moeder te horen. Walter en Kenneth voelen zich gestigmatiseerd met betrekking tot Moederdag en Mel en Kim zijn jaloers op Hannah, die als klassenmoeder meegaat op kamp. Uiteindelijk gaat de hele reis op het laatste moment niet door en blijft juf Ank met de kinderen zitten. |                   |                                             |                                    |            |                  |  |
| 8 | Harakiri          | Ilse Warringa en Diederik Ebbinge           | Diederik Ebbinge en Jelle de Jonge | Geen       | 31 maart 2019    |  |
| Anton komt zijn belofte aan Amir en Esma om ook iets met de islam te doen op school na door, vlak na de opvoering van zijn eigen versie van de Passion, een ramadanmarkt met ‘moslim-eten’, ‘moslim-muziek’ etc. te organiseren. Volkert wordt er intussen door Mel, Kim en de andere ouders van verdacht Hannahs dochter Floor te hebben aangeraakt op de wc. Alleen Hannah zelf twijfelt niet aan zijn intenties. Als Volkert echter door een nare samenloop van omstandigheden het onware verhaal te horen krijgt dat juist zij de heksenjacht begonnen is, flipt hij compleet en verlaat, razend van woede, onbegrip en verdriet, met één bloedige afsluitende klap De Klimop.                                                                        |                   |                                             |                                    |            |                  |  |
| 9 | Lievelingsjuf     | Ilse Warringa en Diederik Ebbinge           | Diederik Ebbinge en Jelle de Jonge | Geen       | 7 april 2019     |  |
| De Klimop maakt zich op voor het eindfeest en tevens het afscheid van juf Helma. Voor de organisatie hiervan worden Hannah en Nancy met elkaar opgescheept. Volkert lijkt voorgoed vertrokken te zijn. Karel is woedend over het vmbo-advies dat zijn zoon Philippien heeft gekregen van Helma. Pjotr-Jan gaat elders werken en vraagt Anton om zijn functie als koepeldirecteur over te nemen, waarop Anton aan Ank vraagt om zijn opvolger als directeur van De Klimop te worden, maar Ank deelt mee dat ze bezig is te solliciteren bij De Strohalm, een School met de Bijbel. Het slotfeest eindigt met gezoen tussen Anton en Ank. Als Hannah haar fiets van slot haalt, wordt ze van achteren aangeraakt door een onbekende, mogelijk door Volkert? |                   |                                             |                                    |            |                  |  |
| 10 | Special           | Ilse Warringa en Diederik Ebbinge           | Diederik Ebbinge en Jelle de Jonge |            | 14 april 2019    |  |
| Terugblik op het seizoen, met bloopers, behind the scenes-materiaal en scènes van De Luizenmoeder. |                   |                                             |                                    |            |                  |  |

## Film
De televisieserie kreeg na twee seizoenen een vervolg in de vorm van een speelfilm. Op 28 juli 2021 ging de film Luizenmoeder in première. In de film proberen juf Ank, Helma en Nancy de school weer op de rails te krijgen na het verlies van directeur Anton, die bij een fietsvakantie is omgekomen. Daarnaast zorgt een nieuwe directeur voor de nodige spanning.